# Spettrografo di massa
Lo spettrografo di massa è stato uno strumento di misura della massa e dell'abbondanza relativa degli ioni, precursore dei moderni spettrometri di massa. Fu costruito nel 1919 da Francis Aston.
Tale apparecchio venne realizzato a partire da un esperimento di Joseph Thomson, che nel 1912 ideò la parabola spettrografica, un dispositivo che consentiva di determinare il rapporto tra la massa e la carica degli ioni.
Lo spettrografo di massa si basava sulla deviazione subita da un fascio di ioni in campi elettrici e magnetici. Gli ioni descrivevano parabole (parabola di Thomson) le cui traiettorie derivano dal loro rapporto massa/carica e impattavano su una lastra fotografica, impressionandola.
Conoscendo la posizione degli ioni sulla lastra e le loro relative cariche, era possibile sapere la loro massa.
Con questo strumento, conducendo esperimenti sul neon, fu scoperta l'esistenza degli isotopi.
Nel 1918 Arthur Jeffrey Dempster realizzò uno spettrografo semicircolare che aveva migliori prestazioni.
Negli anni 1930 Kenneth Bainbridge usò un filtro di velocità di Wien per migliorare lo spettrografo.
Le varie configurazioni strumentali adottate in seguito per spettrografi a settore magnetico furono:
- Mattauch-Herzog, 1935
- Bainbridge-Jordan, 1936
- Nier, 1951

Oggi gli spettrografi di massa sono stati soppiantati dagli spettrometri di massa, nei quali la rilevazione degli ioni è realizzata tramite rivelatori elettronici e non più lastre fotografiche.